# Ciprian Spiridon
Ciprian Spiridon, pe numele de mirean Cezar Spiridon, (n. 19 aprilie 1965, Suhuleț, România) este un cleric ortodox român, episcop vicar patriarhal cu numele de Câmpineanul între 2002 și 2013, ales de către Sfântul Sinod al Bisericii Ortodoxe Române în funcția de arhiepiscop al Buzăului și Vrancei în data de 28 februarie 2013.

## Familia și studiile
Ciprian Spiridon este cel de-al patrulea din cei cinci copii ai familiei Constantin și Elena Spiridon. În anul 1975 s-a mutat împreună cu familia în județul Constanța, în comuna Ciocârlia, unde a absolvit primele opt clase.A urmat cursurile Liceului de Filologie-Istorie „M. Eminescu” din Constanța (1979-1981). Din anul 1982 este elev la Seminarul Teologic „Chesarie Episcopul” din Buzău, pe care l-a absolvit ca șef de promoție, în 1987. În 1992 a absolvit cursurile Facultății de Teologie Ortodoxă din București, absolvite de asemenea ca șef de promoție, după care a intrat în monahism la Mănăstirea Crasna, Prahova. În paralel, a studiat muzica bizantină la Universitatea Națională de Muzică din București. În 1997 a obținut titlul de doctor în teologie la Universitatea Aristotelică din Salonic, Grecia, cu teza Arhiereii greci care au păstorit Mitropoliile Ungro-Vlahiei și Moldovei din secolul al XIV-lea până în secolul al XIX-lea (redactată în limba greacă-katharevusa).
Între 1998-1999 a efectuat studii de bizantinologie și ecumenism la Institutul Ecumenic „Sf. Nicolae” din Bari,Italia.

## Cariera ecleziastică
Între anii 1994-1998 a fost diacon slujitor la Noul Chalcedon din cadrul Mitropoliei de Edessa, Pella și Almopia-Grecia, iar între anii 1999-2000, inspector eparhial în cadrul Sectorului „Biserica și Societatea” a Administrației Patriarhale. Din luna  octombrie a anului 2000 până în octombrie 2002, a preluat responsabilitățile Mănăstirii Antim din București, devenind starețul acestui așezământ monahal. Tot în acestă perioadă a fost și consilier Patriarhal la Sectorul „Biserica și Societatea”. În luna februarie 2002, Patriarhul Teoctist l-a hirotonisit arhimandrit al Mănăstirii Antim, oferindu-i totodată și Crucea Patrarhală. La propunerea Patriarhului Teoctist, în ziua de 2 iulie 2002, a fost ales, de către Sfântul Sinod al Bisericii Ortodoxe Române, în demnitatea de episcop-vicar patriarhal cu numele Câmpineanul.
A fost hirotonit arhiereu în data de 22 septembrie 2002, în Catedrala Mitropolitană „Sfântul Spiridon Nou” din București, de către Întâistătătorul de atunci al Ortodoxiei românești, Teoctist Patriarhul, împreună cu un sobor de ierarhi români și greci. Din anul 2002 până în anul 2013, a desfășurat o remarcabilă activitate pastoral-misionară și liturgică în numeroase parohii din cadrul Arhiepiscopiei Bucureștilor, îndeosebi, la biserica „Domnița Bălașa” din Capitală, a coordonat sectoarele: Relații Bisericești și Interreligioase, Comunități Externe, Social-Filantropic, Teologic-Educațional (2002-2010), Patrimoniu Cultural Național Bisericesc (2006-2010), iar, din anul 2009, și Cancelaria Sfântului Sinod, în calitate de Secretar al Sfântului Sinod al Bisericii Ortodoxe Române; de asemenea, a fost coordonatorul asistenței religioase din unitățile militare, spitale, penitenciare și alte instituții bugetare.
Între 20-27 septembrie 2010 a fost delegat la Viena alături de profesorul Ioan Ică din partea Bisericii Ortodoxe Române la cea de-a douăsprezecea sesiune plenară a Comisiei Mixte de Dialog Teologic Catolic-Ortodox.
A fost, de asemenea, membru în Conferința Panortodoxă Presinodală și în Comisia Interortodoxă pregătitoare a Sfântului și Marelui Sinod Panortodox (2008-2012).

## Arhiepiscop al Buzăului și Vrancei
În data de 28 februarie 2013, Sfântul Sinod al Bisericii Ortodoxe Române l-a ales, cu 41 din 47 voturi valabil exprimate, în scaunul rămas vacant al Arhiepiscopiei Buzăului și Vrancei, iar la 10 martie, Preafericitul Părinte Patriarh Daniel a prezidat ceremonia de întronizare ca  arhepiscop, după ce mai întâi a oficiat Liturghia în Catedrala Arhiepiscopală cu hramurile „Înălțarea Domnului” și „Sfinții Trei Ierarhi”, în prezența unor înalți prelați din țară și străinătate, preoți, monahi, mireni. Contracandidatul său a fost episcopul Ambrozie Meleacă, care a obținut 6 voturi.

## Controverse
În data de 7 august 2017 Gazeta Oltului a publicat un articol cu privire la relațiile sexuale dintre episcopii Ciprian Spiridon și Sebastian Pașcanu. Informația a fost preluată de B1 TV.

## Distincții
A fost decorat în februarie 2004 cu Ordinul Meritul Cultural în grad de Comandor, Categoria G - „Cultele”, „în semn de apreciere deosebită pentru activitatea susținută în domeniul cultelor, pentru spiritul ecumenic și civic dovedit și pentru contribuția avută la întărirea legăturilor interconfesionale, de bună și pașnică conviețuire între toți oamenii”.

## Cărți publicate
- Studii referitoare la mănăstirile din Moldova, publicate în sfinte locuri de pelerinaj (Thessalonic, 1997)

- Stâlpi ai Ortodoxiei (Thessalonic, 1997)

- Mărturie iubitoare de Dumnezeu (texte patristice traduse din limba greacă,Thessalonic, 1994-1995)

- Viața și învățăturile Cuviosului Părinte filotei Zervakos, (Thessalonic, 1994-1995)